# 1934 في السعودية
تحتوي هذه المقالة على أهم الأحداث التي شهدتها السعودية في 1934، إضافة إلى أهم الشخصيات السعودية التي وُلدت أو تُوفيت في هذه السنة.

## السياسة

### الحكم
الملك: عبد العزيز بن عبد الرحمن آل سعود

### تعيينات
- تعيين عساف بن حسين أمير الرس السابق أميرا على نجران وكافة بلاد يام.[1]
- تعيين محمد بن سهيل أمير الطائف السابق أميرا لبلدة الليث وضواحيها.[2]
- تعيين حسن بن دغيثر أميرا على رنية.[3]
- انتداب مهدي بك مدير الشرطة العامة لتولي أعمال إمارة الطائف بالنيابة علاوة على وظيفته.[4]

## أحداث
- تأسيس الهيئة العامة للطيران المدني.
- تأسيس مطار الظهران.[5]
- افتتاح دار الأيتام في المدينة المنورة، وهي أول دار تنشأ في السعودية لرعاية الأيتام.[6]
- هبوط أول طائرة مسح نفطي تابعة لشركة كاليفورنيا أريبيان ستاندر أويل كومباني “كاسوك” لإجراء عمليات البحث والاستكشاف الميداني.[7]
- تأسيس أول شركة سعودية مساهمة وهي الشركة العربية للسيارات.[8]
- صدور نظام الاحتياطات الصحية للوقاية من الأمراض المعدية.[9]
- صدور نظام الاتجار بالمواد المخدرة.[9]

### يناير
- 1: صدور أول طوابع بريدية تحمل اسم المملكة العربية السعودية.[10]

### فبراير
- 16: عقد اجتماع بين الحكومة السعودية واليمنية في مدينة أبها لحل مسألة نجران، وقد ترأس الجانب السعودي فؤاد حمزة بينما ترأس الجانب اليمني عبد الله الوزير.[11]

### مارس
- 21: القوات السعودية تتقدم لاستعادة الأراضي السعودية التي تمت السيطرة عليها من قِبل قوات الإمام يحيى بن حميد الدين.[11]
- 31: إبرام معاهدة الصداقة بين الحكومة السعودية وحكومة الأفغان قام بتسليم قرارات المعاهدة وزير أفغانستان في مصر السيد محمد صادق المجددي.[12]

### ابريل
- افتتاح الدورة الجديدة لمجلس الشورى برئاسة الأمير فيصل بن عبدالعزيز وجرى انتخاب عبدالله الشيبي النائب الثاني للرئيس.[13]
- قدّم حضرة الكومندا توري برسيكو القائم بأعمال المفوضية الإيطالية أوراق اعتماد لوزارة الخارجية بمكتبها في جدة.[14]
- 11: قدم سعادة محمد علي خان أوراق اعتماده كمندوب فوق العادة و وزيرا مفوضا لدولة إيران لدى حكومة جلالة الملك.[14]

### مايو
- 7: انتصار القوات السعودية على القوات اليمنية والسيطرة على الحديدة، وتمكن فيصل بن عبد العزيز من دخولها.[11]
- 12: صدور نظام مديرية مصلحة خفر السواحل وتوابعها.[15]
- 20: توقيع معاهدة الطائف بين المملكة المتوكلية اليمنية والمملكة العربية السعودية.[16]

### يونيو
- 21: قدم سعادة كامل بك الكيلاني صباح يوم الخميس إلى وزير الخارجية بالنيابة أوراق اعتماده كقائم بأعمال المفوضية العراقية بجدة.[17]
- 26: تسليم أفراد أسرة الأدارسة إلى عبد العزيز آل سعود من قِبل إمام اليمن، وذلك ضمن شروط الصلح بينهما.[11]

## مواليد
- نايف بن عبد العزيز آل سعود، الابن الثالث والعشرون من أبناء الملك عبد العزيز آل سعود الذكور. ولي العهد نائب رئيس مجلس الوزراء سابقا، كما شغل منصب وزير الداخلية منذ عام 1975.[18]
- فواز بن عبد العزيز آل سعود، الابن الرابع والعشرون من أبناء الملك عبد العزيز الذكور.[19]
- بدر بن سعود بن عبد العزيز، الابن السادس من أبناء الملك سعود، تولى إمارة الرياض عام 1961 - 1963.[20]
- حسن عبد الله القرشي، شاعر وأديب ودبلوماسي.[21]
- صالح بن ناصر الخزيم، عالم دين وشاعر.
- صالح بن عبد الرحمن الأطرم، عالم دين.
- فتحية يحيى حسن (توحة)، مغنية شعبية.
- محمد صلاح دندراوي، كاتب وأديب.
- محمد سعيد باعشن، كاتب وأديب وصحفي.
- علي بن صالح الغامدي، شاعر وضابط.
- عبد الله أبو السمح، صحفي وكاتب.

### يناير
- 18: عاتق بن غيث البلادي، مؤرخ ونسابة وجغرافي وأديب.[22]

### أغسطس
- 1: محمد بن سعود بن عبد العزيز، الابن الثالث للملك سعود، شغل عددا من المناصب منها رئيس الديوان الملكي، ووزير الدفاع والطيران، ثم أمير منطقة الباحة.[23]

## وفيات
- سلطان بن بجاد، أحد شيوخ قبيلة عتيبة ومن قادة إخوان من طاع الله.

### ديسمبر
- 1: أحمد بن محمد السديري، جد الأمراء السديريين السبعة لوالدتهم الأميرة حصة.